# Волязловський Станіслав Васильович
Станіслав Васильович Волязловський (14 жовтня 1971, Херсон, Херсонська область, УРСР, СРСР — 8 січня 2018) — український художник, перформер, співак, автор об’єктів із текстилю та відеороликів.

## Біографія
Народився 14 жовтня 1971 року у Херсоні. Закінчив художню школу і курси художників-оформлювачів. Брав участь у роботі об'єднань Р.Е.П. і клубу "Тотем". Учасник міжнародних ярмарок сучасного мистецтва (з 2007 року). Брав активну участь у всеукраїнських та закордонних групових та персональних виставках (з 2000). Переможець премії Малевича (2011). 
Стас Волязловський помер 8 січня 2018 року. Його особистість і творчість вплинули як на арт-рух Херсона, так і на сучасне мистецтво України. Роботи Волязловського знаходяться у галерейних і приватних колекціях як в Україні так і поза її межами.

## Творчість
Стас Волязловський працював у стилі, який сам визначав як "шансон-арт": "Шансон-арт - це моя рефлексія на світ, у якому існую, з його інтересами, проблемами, страхами, релігією, новими культурними викликами, з його телебаченням і програмами, наповненими дебільною рекламою, криміналом, порнографією, серіалами і політикою. Можливо, для мене це щось на кшталт арт-терапії. Мені дійсно вдається звільнитися від усього, що лізе у мозок. Вивалюю усе, що налізло, у лубково-концентрованій формі на аркуш паперу або на старі секонд-хендівські простирадла, які розмальовую кульковими ручками". 
Відомими і стиль, і його представник стали після того, як роботи Волязловського став колекціонувати Володимир Овчаренко — засновник і директор московської галереї "Ріджина".
У 2011 році Волязловський разом із веб дизайнером Семеном Храмцовим заснував групу "Рапани". Група названа на честь молюска, який часто зустрічається у Чорному морі.
В 2021 році світ побачила книга “Волязловський. Стереоскопічно”, присвячена життю і творчості художника. 